# Five (Zeitschrift)
Die Zeitschrift Five war ein Basketballmagazin der Münchner Gesellschaft Park & Ride Media GmbH. Sie erschien von Oktober 2003 bis September 2021 monatlich, in den Sommermonaten zweimonatlich.
Five hatte mehrere Rubriken wie beispielsweise das „Log“ für Reiseberichte der Redakteure, die „Mailbox“ für Leserbriefe, oder die „Shorts“ mit Kurzgeschichten über einzelne, vor allem eher unbekanntere Spieler. Das Magazin unterschied sich von anderen Basketballmagazinen vor allem durch seine Nähe zur NBA und viele selbstgeführte Interviews ab. Ein Schwerpunkt war die regelmäßigen Berichte zu verschiedenen NBA-Spielern. Nach Angabe des Verlages betrug die Druckauflage des Magazins 40.000 Exemplare.
Im September 2021 gab der Chefredakteur André Voigt bekannt, dass das Magazin eingestellt wird.